# Naoki Hisaya
Naoki Hisaya (jap. 久弥 直樹, Hisaya Naoki; * als Naoki Hayashi, 林 直樹, Hayashi Naoki) ist ein japanischer Szenarist, der für Tactics, Key und Siesta arbeitete. Seit 2006 arbeitet er als freischaffender Schriftsteller. Er wurde für seine Arbeit an dem populär gewordenen Ren’ai-Adventure Kanon bekannt. Er wirkte an Werken wie Moon., One – Kagayaku Kisetsu e und Moon Childe mit und war als Schreiber für das Konzept von Sola verantwortlich.

## Karriere
Seine Karriere begann 1997 als Schreiber der Szenarios von Erogēs für den Entwickler Tactics, der diese für Nexton produzierte. Seine erste Arbeit war Moon., gefolgt von One – Kagayaku Kisetsu e im Jahr 1998. Zusammen mit den Mitarbeitern dieser beiden Werke gründete er zusammen mit Jun Maeda, Itaru Hinoue, Shinji Orito und OdiakeS den Spieleentwickler Key, der fortan für den Publisher Visual Art’s arbeitete. Zu seiner Zeit war er Key bei für die Gesamtplanung von Kanon, welches 1999 veröffentlicht wurde, verantwortlich und schrieb das Szenario von drei (Ayu, Nayuki und Shiori) der fünf Routen des Spiels. Nach der Fertigstellung von Kanon verließ er Key und gründete einen Dōjin Circle, die von 1999 bis 2002 am Comiket, C Revo und anderen Conventions teilnahm. Innerhalb der Gruppe Black box war er an deren erstem Spiel Limit Off beteiligt, für die er auch die Liedtexte des Vorspanns Real intention schrieb. Das Projekt wurde jedoch nie fertiggestellt. Seit 2004 arbeitete er für das Entwicklungsstudio Siesta und war einer der Schreiber der Handlung von Moon Childe, welches im Dezember 2005 veröffentlicht wurde. Abermals verließ der Autor seinen Arbeitgeber, kündigte aber im August 2006 auf dem Comiket 70 an, dass er zusammen mit der Illustratorin Naru Nanao an der Light Novel Sola arbeiten würde. Als Sola im Jahr 2007 als Anime adaptiert wurde, schrieb er für fünf der fünfzehn Folgen das Drehbuch. Gleichzeitig arbeitete er auch an der Manga-Umsetzung von Sola, welche von Chako Abeno gezeichnet wurde. 2014 schuf er die Anime-Serie Sora no Method, deren Drehbücher und begleitenden Manga (Zeichnungen: Yuka Namisaki) er zusätzlich schrieb.